# На уранку
На уранку је музичко-сценско дело српског композитора Станислава Биничког. Оперски либрето написао је српски писац Бранислав Нушић. Опера је премијерно изведена 1903. године и представља прву оперу у историји српске уметничке музике.

## Од комада са певањем до прве српске опере
Почетком 19. века Србија је још била под турском влашћу, без државе и институција и без икаквог изгледа да ће се стање ускоро променити. У таквој клими развој културе је био потпуно немогућ. Ово стање промениће се добијањем Хатишерифа 1830. године чиме је Србија добила темеље своје државности. Међутим, стицањем државности тек су се створили услови за почетак развоја свих пора грађанског друштва. Грађански слој је тек требало да се формира, и да затим усваја обрасце грађанског понашања и развијања културних потреба. Разумљиво је да у таквој друштвеној клими појава и прихватање опере није било могуће и проћи ће неколико деценија док српска публика није постала зрела за перцепцију оперских дела. У том међупростору од стварања државе, отварања првих позоришта и рађања прве српске опере комад са певањем показао се као згодна музичко-сценска форма да се публика припреми и за сериознија дела овакве врсте. Комад са певањем суверено је владао српском позоришном сценом дуж већег дела 19. века, као и прве три деценије 20. века, поставши аутохтона културна творевина српског поднебља. У почетку комади са певањем су били искључиво комичног карактера, да би током пете деценије 20. века добијали сериознији тон и били политичко оруђе у величању заслуга владајућих династија и јачања националног духа у предвечерје одлучујућих момената у борби за националну независност. Улога музике у раном српском позоришту модерног доба била је готово у равни са његовим драмским аспектом, а драмски и музички израз код Срба развијао се паралелно и надопуњавао међу собом. Ђорђе Малетић, други управник Народног позоришта у Београду, дао је велики значај улози музике у драмским комадима, тврдећи да ниједан комад не би оставио велики утисак без музичких нумера. 
Према томе, једна позоришна представа није се могла замислити без вокалних и инструменталних тачака које су уметане у драмску радњу, а потом свој живот настављале ван позоришта као популарне варошке песме. Позоришне представе биле су сјајно средство не само да се публика забави, већ и да се музички едукује, развија свој укус у том погледу и да коначно буде спремна за перцепцију озбиљнијих музичких дела.

## Прва српска опера "На уранку"
Све озбиљнији драмски репертоар захтевао је временом да спрега музике и драмског израза буде што уравнотеженија. Природан, разноврстан и равномеран развој комада са певањем условио је појаву првих покушаја да Срби створе своју прву оперу, до чега је коначно и дошло на самом почетку 20. века, времену изузетно плодном за српску културу. У том смислу, прва српска опера „На уранку“ била је природно надовезивање на све озбиљнији музички језик који је свој пун развитак досегао у комадима са певањем. Све до краја 19. века, комади са певањем остају окосница репертоара Народног позоришта у Београду, иако композитори све више гаје тенденције ка озбиљнијем музичком изражавању. Иако су композитори тога времена увелико размишљали о стварању прве српске опере, први покушаји јавили су се неколико деценија раније, а постојала је и тенденција да свако позоришно дело у коме преовлађује музика буде прозвано опером или полуопером. Све већим присуством музике у позоришним комадима, али и у концертној форми, публика је очекивала да на сцени заживе комплетна музичко-сценска дела. Године 1894. изведена је прва опера на београдској сцени. Било је то дело На бунару Виљема Блодека, комична опера у једном чину која је приказивана исте вечери након сериознијег комада Прибислав и Божана Даворина Јенка. Годину дана касније приказана је и прва страна оперета Јабука Хуга Доубека.
Позоришни плакати из друге половине 1903. године сведоче о великом присуству оперске и вокално-инструменталне музике великих светских композитора. Позоришни оркестар на челу са диригентом Петром Крстићем, паузе између чинова попуњавао је одломцима, увертирама, портпурима из опера Бизеа, Гуноа и Вердија док је на самом почетку ове сезоне изведен целовечерњи концерт са делима Бетовена, Грига, Менделсона, Леонкавала, а у другом делу изведена је цела Моцартова Симфонија Јупитер. Био је ово велики одскок за целокупан ансамбл „музичке гране“ позоришта, којим је публици доказано да је постао зрео за извођење сериознијих дела. Публика је у исто време постала зрела за разумевање оваквих дела, али и свесна да не може бити аутентичне музичке културе једног народа без дела домаћих композитора.
Опера „На Уранку“ настала је из сарадње композитора и диригента Станислава Биничког и драмског писца Бранислава Нушића. Њихова ранија сарадња везана је за покушаје да се публици Народног позоришта у Београду прикаже нешто другачије, оригинално и блискије опери кроз дело Љиљан и оморика из 1900. године. Недуго након ове сарадње почињу рад на опери „На уранку“. Сиже опере није није настао на основу већ написане драме, већ да је Бранислав Нушић наменски написао оперски либрето, ослањајући се на сугестије Биничког, како би текст што природније одговарао музици.
Опера На уранку премијерно је изведена 20. децембра 1903. године на сцени Народног позоришта у Београду, док је увертира изведена пар месеци раније на једном концерту заједно са „Скерцом“ Петра Крстића. Иако је веристички утицај примаран, ова опера је заправо синтеза веризма и традиционалне опере са елементима српског фолклора уз додатке оријенталног призвука, а у сврху карактеризације ликова и колорисања амбијента. Бинички је имао у виду да прва српска опера мора имати не само сиже који ће се одвијати у амбијенту српског села, већ да и музика мора дочарати тај амбијент.
Опера у складу са веристичким утицајем има трагичан и крвав расплет. Написана је у једном чину, а премијерним извођењем дириговао је сам Станислав Бинички. Главне улоге тумачили су брачни пар Султана Цијукова и Жарко Савић (Реџеп, баритон). Поред њих, певали су и Павловић (Радо, тенор), Марковић (Анђа, мецосопран). Без обзира што се опера ослањала на успеле европске узоре, она је потпуно одговарала српском духу, са неизоставним оријенталним елементима, док је у појединим сегментима Станислав Бинички изнедрио чист српски национални стил у музици. Премијера прве српске опере један је од најзначајнијих момената у историји српске националне музике, али, нажалост, данас не располажемо са много оригиналних извора који би нам дали пунију слику како је протекла праизведба прве српске опере, а у годинама које су уследиле није остао сачуван ни оригинални плакат. Опера је написана у духу оперског веризма, преовлађујућег праваца у италијанској опери тог доба.
Након првих представа критика је имала саме похвале за ово дело, потпуно имајући у виду отежавајуће околности да музички ансамбл мора да се саставља из свих расположивих оркестара и музичких друштава које је престоница у том тренутку имала. Можда је најбољи приказ Биничковог прегалаштва дао сам Нушић:
„Иако мало по броју, оно што је Бинички дао-наше је. Он је од оних наших музичара и композитора који су ушли у душу наше народне песме, певају је и сами, воле је, уживају у њој. Биничкове песме одликују се народним колоритом. Све што је имао, све што је могао дати, Бинички је приложио културном развитку и напретку свог народа.“ 
Партитура и већи део оркестарског материјала изгубљен је у бомбардовању Београда 1941. године, посебно здања Народне библиотеке Србије која се до тада налазила на Косанчићевом венцу, али је на основу фрагмената, одређених снимака и сећања, као и постојећег клавирског извода, оперу поново оркестрирао диригент Ангел Шурев. Своју значајну обнову прва српска опера је доживела 1968. године када је изведена на сцени Народног позоришта у Београду у режији Јована Путника. Вероватно због значајне ревидације, ово извођење је проглашено премијером. Изведена је заједно са опером Симонида Станојла Рајичића поводом обележавања једног века од оснивања Народног позоришта у Београду.

## Познате музичке нумере
- Кад би знала дилбер Стано, арија Реџепа ;
- Тамо за том гором, арија Станке ;
- Хор момака и девојака.